# Фліп
Фліп (англ. flip, досл. «щиголь») — один з чотирьох, другий за складністю виконання, зубцевий стрибок у фігурному катанні.

## Техніка і помилки виконання
Фліп виконується з ходу назад з внутрішнього ребра лівої ноги, удар зубцем правої ноги. Приземлення здійснюється на праву ногу на хід назад-назовні.
У Англії фліп іноді називають ту-сальховом (англ. toe salchow), маючи на увазі ідентичність із сальховом за винятком додавання удару носком.
Однією з поширених помилок при виконанні складнішого лутца є зміна перед стрибком зовнішнього ребра на внутрішнє, і,таким чином, виконання вже не лутца, а фактично фліпа, — такий стрибок неофіційно отримав назву флутц (flip + lutz).

## З історії стрибка
Фліп почали виконувати, починаючи з 1930-х років. Однак імені першого виконавця/перших виконаців із точністю не встановлено.
Четверний фліп дотепер (початок 2010 року) не підкорено.

## Виноски
1. ↑   Стрибок фЛутц — поширена помилка при виконанні стрибка Лутц (відео 1.4 Мб) на www.iceskating.ru